# Waldbachfriedhof Offenburg

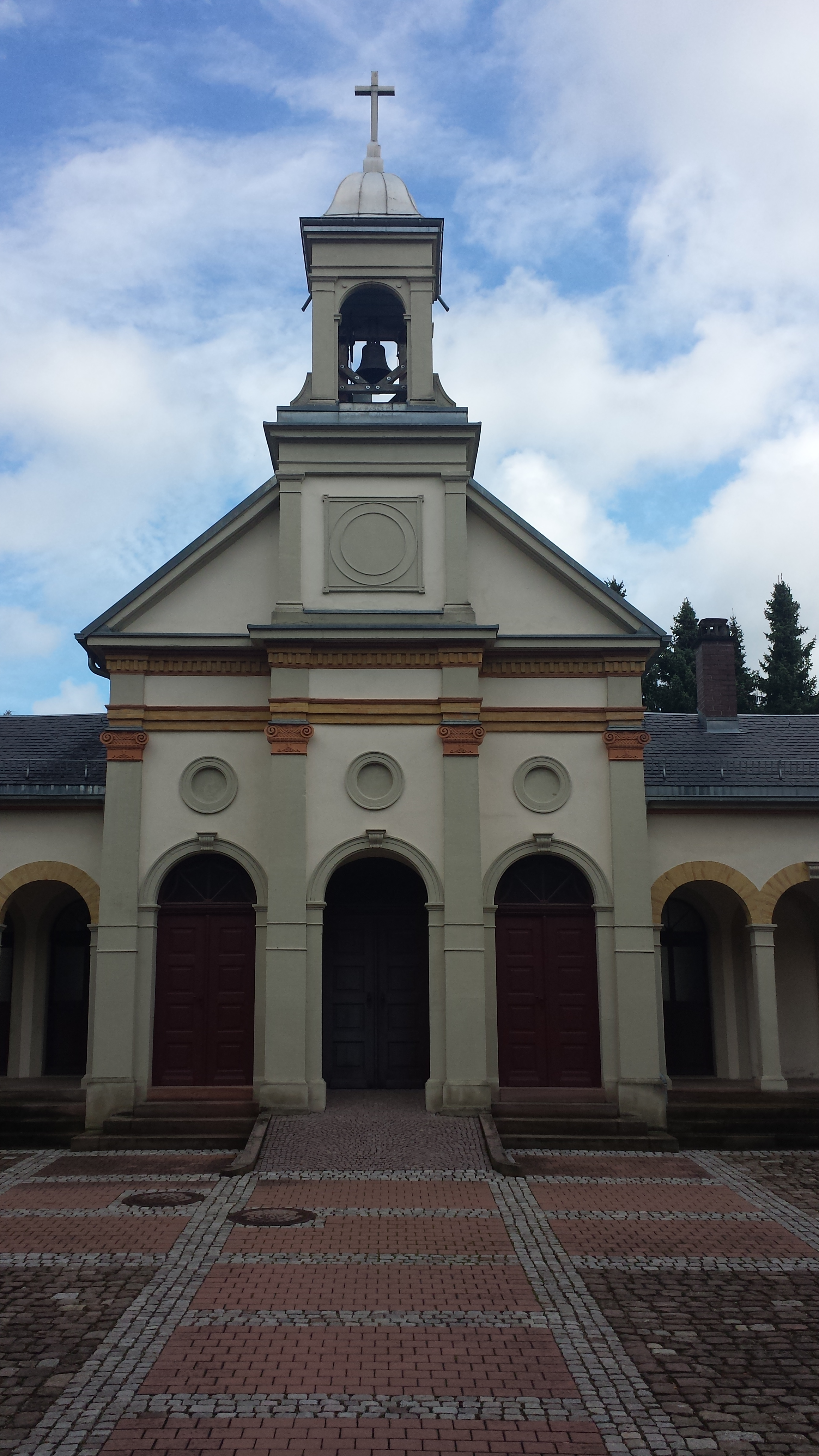
Kapelle auf dem Waldbachfriedhof

Der Waldbachfriedhof von Offenburg im Ortenaukreis besteht seit 1871; mit seinem vielfältigen Baumbestand besitzt er einen besonderen Parkcharakter. Der 4,35 Hektar große Friedhof, zwischen der Moltkestraße, Zeller Straße, Brachfeldstraße und Hindenburgstraße gelegen, steht aufgrund seiner stadt- und kunsthistorischen Bedeutung, seit dem Jahr 2003 unter Denkmalschutz.

## Geschichte
Am 1. November 1871 wurde der Waldbachfriedhof von Pfarrer Pelissier eingesegnet; er ersetzte den von 1832 bis 1897 bestehenden Stadtfriedhof, welcher sich in der Wilhelmstraße im Areal der heutigen Dreifaltigkeitskirche befand. Bereits seit 1870 bestand hier ein jüdisches Gräberfeld, das sich heute, nach Erweiterungen des Friedhofgeländes in den Jahren 1912 und 1925, in zentraler Lage befindet. 1876 wurde mit dem Bau der Kapelle, sowie des Leichen- und Wärterhauses begonnen. Das steinerne Kreuz vor der Kapelle wurde 1888 gestiftet. Zuletzt wurde der Friedhof 1945 auf seine heutige Größe erweitert. Mit dem Weingartenfriedhof besitzt die Stadt Offenburg seit 1960 einen neuen Hauptfriedhof.
In den 1990er Jahren verwarf der Gemeinderat den Antrag, aufgrund des parkähnlichen Charakters, aus dem Ensemble einen Stadtpark zu machen. Nachdem der Baumbestand beim Orkan Lothar 1999 Schaden genommen hatte, wurde mit der Anlage eines Arboretums auf dem Waldbachfriedhof begonnen; bis ins Jahr 2020 kamen so über 120 verschiedene Baumarten zusammen. Seit 2001 gibt es im Ostteil des Friedhofs wieder die Möglichkeit, Urnen beizusetzen. Hierbei wird auf eine dezentrale Platzierung der Grabstätten geachtet, um den Charakter des Friedhofs zu wahren. Zu Beginn des 21. Jahrhunderts wurde die Kapelle umfassend saniert und eine Orgel angeschafft. 2003 wurde der von Offenburger Bürgern gestiftete Kapellenturm eingeweiht. Im Jahr 2009 gründete sich der Förderkreis "Historischer Waldbachfriedhof Offenburg", welcher es sich zur Aufgabe gemacht hat, den Fortbestand des Friedhofs als Kunst- und Kulturdenkmal zu gewährleisten. Im Jahr 2020 wurde vom Offenburger Gemeinderat beschlossen, das Haus neben der Kapelle, welches bislang als Wohnung genutzt wurde, abzureißen. Begründet wurde das Vorgehen mit hohen Sanierungskosten sowie der Tatsache, dass das "Wärterhäuschen" nicht ursprünglicher Teil des Ensembles war, sondern erst Jahrzehnte später errichtet wurde.

## Gedenkstätten
Es befinden sich mehrere Gedenkstätten auf dem Waldbachfriedhof; sie erinnern an die Gefallenen vergangener Kriege und die Ermordungen verfolgter Menschen.

### Gedenkstätte für die Opfer der Gewaltherrschaft

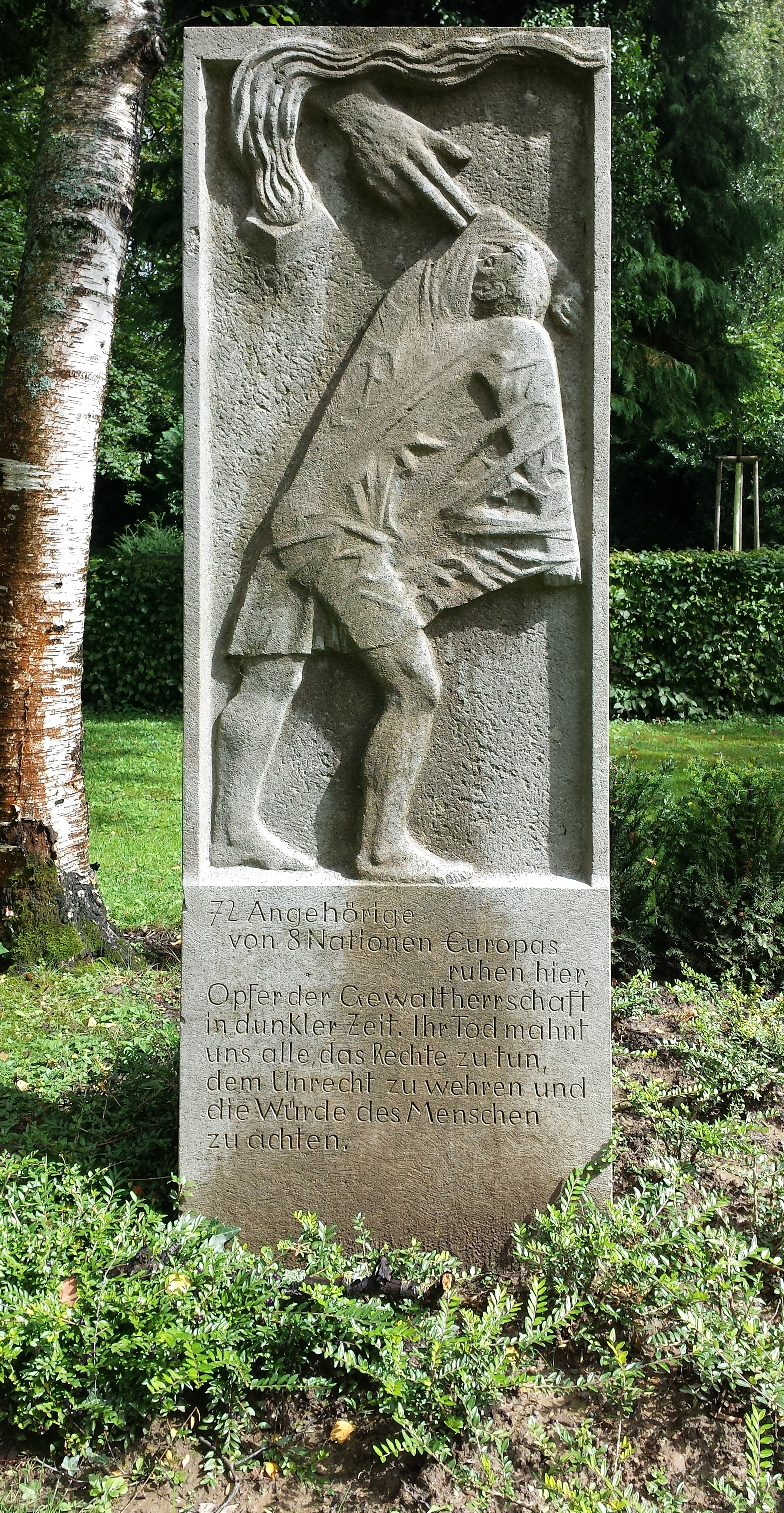
Gedenkstätte für die Opfer der Gewaltherrschaft

Mit einem Steinrelief wird der 72 auf dem Waldbachfriedhof beigesetzten „Opfer der Gewaltherrschaft in dunkler Zeit“ gedacht, verfolgt und ermordet in der Zeit des Nationalsozialismus. Daneben befinden sich drei Steinplatten, auf denen die Namen dieser Menschen in Lateinischer und Hebräischer Schrift verewigt sind.

### Gedenkstätte für die Gefallenen des Ersten Weltkrieges
Hinter dem Wärterhaus neben den Gräbern der Gefallenen befindet sich auf einem Steinsockel eine Christusfigur, welche die Arme um eine kniende Frau sowie einen in sich zusammengesackten Soldaten legt.

## Besondere Gräber

### Gefallenengräber des Ersten und Zweiten Weltkriegs
Es befinden sich etwa 130 Gräber gefallener Soldaten des Ersten Weltkrieges und etwa 170 des Zweiten Weltkrieges auf dem Friedhof.

### Alliierten-Friedhof
Hier befinden sich die 45 Gräber der noch am 12. April 1945 in Offenburg von SS-Angehörigen erschlagenen KZ-Häftlinge sowie eine Gedächtnisstätte.

### Schwesterngräber
Es befinden sich etwa 90 Reihengräber von Klosterschwestern mit Holzkreuzen auf dem Waldbachfriedhof, welche von höheren Steinkreuzen überragt werden. Eine Reihe davon gehört den Vinzentinerinnen, die in verschiedenen sozialen und kirchlichen Einrichtungen Offenburgs gewirkt haben. Die Mehrzahl der bestatteten Schwestern waren Augustiner-Chorfrauen aus dem Kloster Unserer Lieben Frau (Offenburg), welche auch heute noch die Klosterschulen in Offenburg betreuen.

### Wolfgang Schäuble

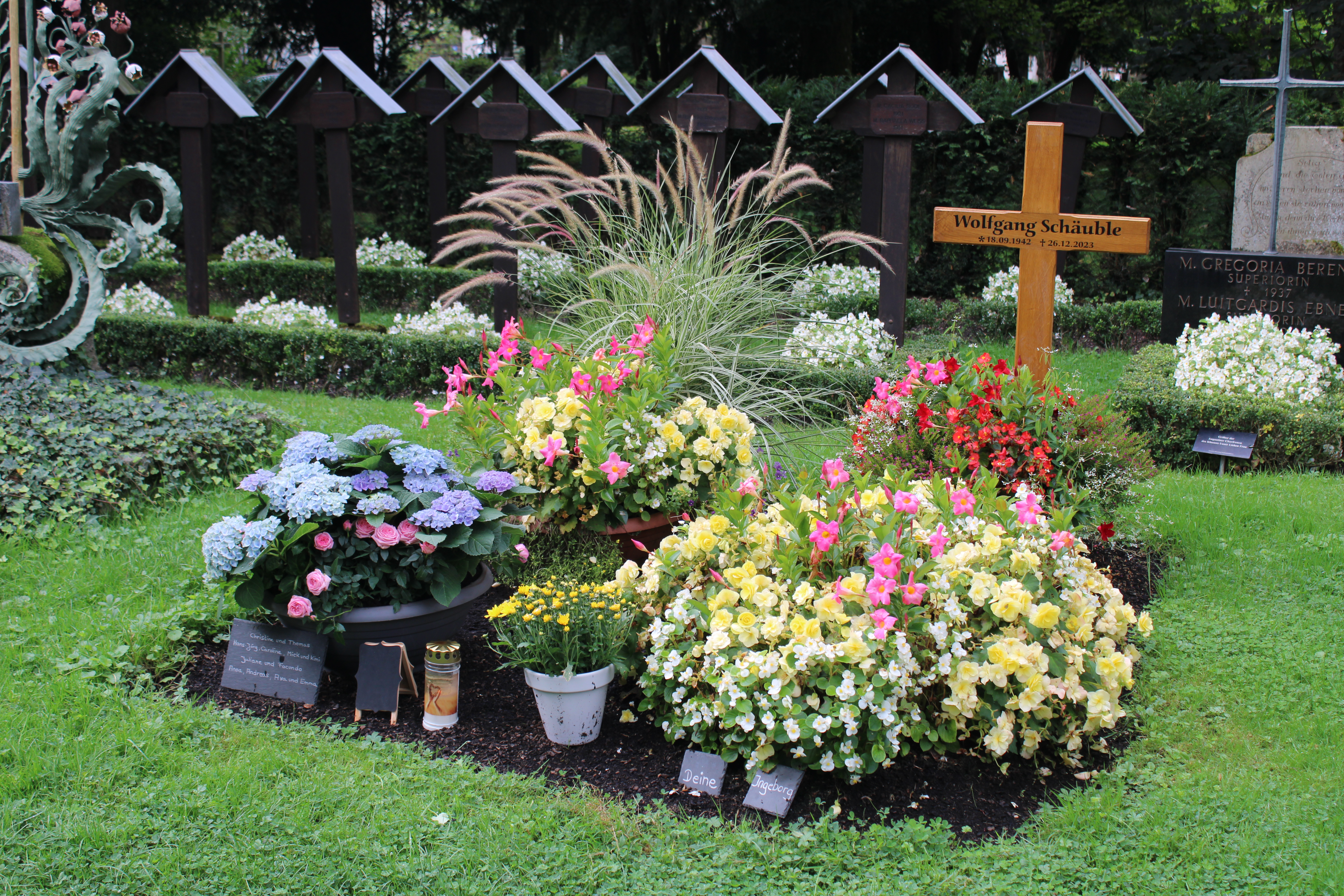
Grab von Wolfgang Schäuble

Am 5. Januar 2024 wurde der ehemalige Bundestagspräsident Wolfgang Schäuble auf dem Waldbachfriedhof beigesetzt.